# 이요오즈역
이요오즈역(일본어: 伊予大洲駅 이요오오즈에키[*])은 일본 에히메현 오즈시에 있는 시코쿠 여객철도 요산선의 역이다. 역 번호는 S18 · U14이며, 단선 · 섬식의 형태를 합친 복합 구조의 지상역이다.

## 타는 곳
| 1 | ■ 요산 선             | (하행) | 야와타하마 · 우와지마 방면                            | (특급을 포함)   |
| 2 | ■ 우치코 선 · 요산 선 | (상행) | 우치코 · 이요시 · 마쓰야마 · 다카마쓰 · 오카야마 방면 | (특급을 포함)   |
| 2 | ■ 요산 선             | (상행) | 이요나가하마 · 이요시 · 마쓰야마 방면                 |                 |
| 3 | ■ 요산 선             | (하행) | 야와타하마 · 우와지마 방면                            | (일부의 보통만) |
| 3 | ■ 요산 선             | (상행) | 우치코 · 이요시 · 마쓰야마 방면                       | (일부의 보통만) |
| 3 | ■ 요산 선             | (상행) | 이요나가하마 · 이요시 · 마쓰야마 방면                 | (일부의 보통만) |

## 역 주변
- 국도 제56호선

## 역사
- 1918년 2월 14일 : 오즈역(일본어: 大洲駅)으로서 개업.
- 1933년 10월 1일 : 현재의 이요오즈역으로 개칭.
- 1987년 4월 1일 : 민영화에 따라, 시코쿠 여객철도로 이관.

## 인접 정차역
| 시코쿠 여객철도 요산선    | 시코쿠 여객철도 요산선 | 시코쿠 여객철도 요산선      |
| ------------------------- | ---------------------- | --------------------------- |
| S 17 고로 무카이바라 방면 | 요산 선                | 니시오즈 U 15 우와지마 방면 |